# Anton Ludwigstorff
Anton Ludwigstorff (16. ledna 1845 Guntersdorf – 28. února 1929 Bad Deutsch-Altenburg) byl rakouský šlechtic a politik německé národnosti, v 2. polovině 19. století poslanec Říšské rady z Dolních Rakous.

## Biografie
Profesí byl statkářem v Bad Deutsch-Altenburg. Patřil mu zde fideikomisní statek. Měl titul komořího. Byl členem rakouské archeologické společnosti. Jeho manželkou byla od roku 1868 hraběnka Anna von Schönborn-Buchheim.
Působil i jako poslanec Říšské rady (celostátního parlamentu Předlitavska), kam usedl ve volbách roku 1885 za kurii velkostatkářskou v Dolních Rakousích. Mandát zde obhájil ve volbách roku 1891, volbách roku 1897 a volbách roku 1901. Ve volebním období 1885–1891 se uvádí jako baron Anton von Ludwigstorff, statkář, bytem Bad Deutsch-Altenburg.
Na Říšské radě patřil po volbách roku 1885 do poslaneckého Coroniniho klubu. V tomto klubu je uváděn i po volbách roku 1891. Podle jiného zdroje se v Říšské radě později připojil ke Straně ústavověrného velkostatku.
Roku 1892 mu byl udělen Císařský rakouský řád Leopoldův a roku 1894 získal titul tajného rady a roku 1902 Královský uherský řád sv. Štěpána.
V červnu 1907 byl jmenován do Panské sněmovny (nevolená horní komora Říšské rady).